# 괌 사커 리그
괌 사커 리그(Guam Soccer League)는 괌의 축구 최상위 리그이다. 스폰서 명을 따서 버드와이저 괌 맨스 사커 리그(Budweiser Guam Men's Soccer League, BGMSL)라고도 한다. 괌 맨스 사커 리그는 2004년부터 디비전 1과 디비전 2로 나뉘어 운영되고 있다. 2007년부터 가을에 시작하여 봄에 완료되는 시즌 체계를 채택하였다. 이전의 리그는 봄과 가을 두개의 시즌으로 나뉘어 운영되었다. 봄과 가을 시즌의 챔피언이 다른 경우 단판 승부로 당 해 시즌의 우승팀을 결정하였다.

## 역대 우승 팀
리그 역대 우승 팀은 다음과 같다.
| - 1990: 괌 대학 - 1991: 괌 대학 - 1992: 괌 대학 - 1993: 괌 대학 - 1994: 튜몬 타이본 (타무닝) - 1995: 콘티넨탈 미크로네시아 G 포스 - 1996: 콘티넨탈 미크로네시아 G 포스 - 1997: 튜몬 사커 클럽 - 1998 통합: 앤더슨 사커 클럽 - 1998 봄: 앤더슨 사커 클럽 - 1998 가을: 아일랜드 카르고 - 1999 통합: 쿠어스 라이트 실버 불릿츠 - 1999 봄: 카펫 원 - 1999 가을: 쿠어스 라이트 실버 불릿츠 - 2000 통합: 쿠어스 라이트 실버 불릿츠 - 2000 봄: 쿠어스 라이트 실버 불릿츠 - 2000 가을: 해군 - 2001 통합: 스테이웰 줌 - 2001 봄: 쿠어스 라이트 실버 불릿츠 - 2001 가을: 스테이웰 줌 - 2002 통합: 괌 쉽야드 - 2002 봄: 괌 쉽야드 - 2002 가을: 괌 쉽야드 | - 2003 통합: 괌 쉽야드 - 2003 봄: 괌 쉽야드 - 2003 가을: 괌 쉽야드 - 2004 통합: 괌 U-18 축구 국가대표팀 - 2004 봄: 괌 U-18 축구 국가대표팀 - 2004 가을: 괌 U-18 축구 국가대표팀 - 2005 통합: 괌 쉽야드 - 2005 봄: 괌 쉽야드 - 2005 가을: 괌 쉽야드 - 2006 통합: 괌 쉽야드 - 2006 봄: 괌 쉽야드 - 2006 가을: 괌 쉽야드 - 2007 통합: 퀄리티 디스트리뷰터스 FC - 2007/08: 퀄리티 디스트리뷰터스 FC - 2008/09: 퀄리티 디스트리뷰터스 FC - 2009/10: 퀄리티 디스트리뷰터스 FC - 2010/11: 카즈 플러스 FC - 2011/12: 퀄리티 디스트리뷰터스 FC - 2012/13: 퀄리티 디스트리뷰터스 FC - 2013/14: 로버스 FC - 2014/15: 로버스 FC - 2015/16: 로버스 FC - 2016/17: 로버스 FC - 2017/18: 로버스 FC - 2018/19: 로버스 FC |

## 클럽별 우승 횟수
| 클럽                                                  | 우승 횟수 |
| ----------------------------------------------------- | --------- |
| 괌 쉽야드 (스테이웰, 쿠어스 라이트, G 포스 시절 포함) | 9         |
| 퀄리티 디스트리뷰터스 FC                              | 6         |
| 로버스 FC                                             | 6         |
| 괌 대학                                               | 4         |
| 튜몬 사커 클럽 (튜몬 타이본 시절 포함)                | 2         |
| 앤더슨 사커 클럽                                      | 1         |
| 괌 U-18 축구 국가대표팀                               | 1         |
| 카즈 플러스 FC                                        | 1         |

## 같이 보기
- FA컵 (괌)